# Ledečský kras
Ledečský kras je krasovým útvarem na území Ledče nad Sázavou a jeho nejbližšího okolí. Jedná se v podstatě o vložku krystalických vápenců v pararulách. V roce 1940 došlo na západě města k objevu stometrové jeskyně s dvojicí klesajících chodeb s jezírky a krápníky. Výzdoba je však zničena. Další jeskyně se nachází přímo v centru města, v lokalitě zvané Hůrka, a je dlouhá přibližně 165 metrů. Součástí krasu jsou i jeskyně Čertovy díry a Šeptouchov. V roce 1948 došlo ve vchodu 12 metrů dlouhé jeskyně nedaleko Habrku k objevení střepů neolitické keramiky.

## Jeskyně

### Jeskyně Šeptouchov
Jeskyně Šeptouchov je největší z jeskyní Ledečského krasu a nachází se pod stejnojmenným vrchem. Objevena byla náhodně ve 20. letech 20. století. Vede z ní dvojice klesajících chodeb, zakončeným po třiceti metrech jezírkem o rozměrech 2x6 metrů a přibližné hloubce 2 metry. Voda z jezírka sloužila jako doplněk vody v městském vodovodu. Dnes je jeskyně veřejnosti nepřístupná.

### Jeskyně Na Hůrce
Jeskyně se nachází v lokalitě na Hůrce přímo v centru města. Je dlouhá 135–165 metrů  pokračuje z ní místy až 4 metry vysoká chodba s pěticí rozlehlejších prostor. V letech 1928–1932 došlo k úpravám jeskyně a jejímu osvětlení. V nejnižší části najdeme jezírka s vytékajícím krasovým pramenem.

### Čertovy díry
Čertovy díry se na rozdíl od ostatních jeskyní Ledečského krasu nenacházejí v bezprostřední blízkosti Ledče, ale až v údolí Želivky, asi 1,5 km na západ od Kožlí a pravém svahu údolí s útesy Doupných skal. Na rozdíl od ostatních jeskyní nejsou tvořeny pouze vápence, ale především rulami. Čertovy díry se skládají z dvojice navzájem propojených síní a propástkou. V 70. letech 20. století bylo místo zatopeno vodní nádrží Švihov a dnes jsou jeskyně viditelné jen při nízkém stavu vody.